# Округ Билингс (Северна Дакота)
Округ Билингс (енгл. Billings County) је округ у америчкој савезној држави Северна Дакота.

## Демографија
По попису из 2010. године број становника је 783, што је 105 (-11,8%) становника мање него 2000. године.
| Група             | 2000.       | 2010.       |
| Белци             | 874 (98,4%) | 771 (98,5%) |
| Афроамериканци    | 0 (0,0%)    | 2 (0,3%)    |
| Азијати           | 0 (0,0%)    | 4 (0,5%)    |
| Хиспаноамериканци | 3 (0,3%)    | 4 (0,5%)    |
| Укупно            | 888         | 783         |